# قاراقاشلی (آغ‌دام)
قاراقاشلی (به لاتین: Qaraqaşlı) یک منطقهٔ مسکونی در جمهوری آذربایجان است که در شهرستان آغ‌دام واقع شده‌است.